# Cohors I Augusta Civium Romanorum
Die Cohors I Augusta Civium Romanorum (deutsch 1. augusteische Kohorte der römischen Bürger) war eine römische Auxiliareinheit. Sie ist durch Militärdiplome belegt.

## Namensbestandteile
- Augusta: die Augusteische. Die Ehrenbezeichnung bezieht sich auf Augustus.

- Civium Romanorum: der römischen Bürger. Die Soldaten der Kohorte wurden bei Aufstellung der Einheit aus römischen Bürgern rekrutiert.

Da es keine Hinweise auf die Namenszusätze milliaria (1000 Mann) und equitata (teilberitten) gibt, ist davon auszugehen, dass es sich um eine reine Infanterie-Kohorte, eine Cohors (quingenaria) peditata, handelt. Die Sollstärke der Einheit lag bei 480 Mann, bestehend aus 6 Centurien mit jeweils 80 Mann.

## Geschichte
Möglicherweise wurde die Kohorte unter Augustus in der Provinz Galatia aus dort ansässigen römischen Bürgern aufgestellt. Für diese Annahme würde der Grabstein des C(aius) Octavius sprechen, der aus der Stadt Savatra in Galatien stammte und in einer Cohors Augusta diente. Eine Cohors Augusta war auch in Iudaea stationiert; sie wird in der Apostelgeschichte erwähnt.
Der erste Nachweis der Einheit in der Provinz Cappadocia beruht auf einem Militärdiplom, das auf 94 n. Chr. datiert ist. In dem Diplom wird die Kohorte als Teil der Truppen (siehe Römische Streitkräfte in Cappadocia) aufgeführt, die in der Provinz stationiert waren. Weitere Diplome, die auf 99 bis 101 datiert sind, belegen die Einheit in derselben Provinz (bzw. in Galatia et Cappadocia).

## Standorte
Standorte der Kohorte sind nicht bekannt.

## Angehörige der Kohorte
Folgende Angehörige der Kohorte sind bekannt:

### Kommandeure
- [] Aurelius []:[4] er wird auf dem Diplom von 100 als Kommandeur genannt.

### Sonstige
| - C(aius) Octavius, ein sesquiplicarius (um 30/37) (AE 2004, 1375) | - Q(uintus) Antonius [], ein Centurio: das Diplom von 100 wurde für ihn ausgestellt. |